# Georges Buchard
Georges Eugène William „Géo" Buchard  (ur. 21 grudnia 1893 w Harfleur, zm. 22 stycznia 1987 w Rouen) – francuski szpadzista, wielokrotny medalista igrzysk olimpijskich i mistrzostw świata.
Na igrzyskach olimpijskich w Paryżu w 1924 roku Lucien Gaudin, Georges Buchard, Roger Ducret, Georges Tainturier, André Labatut, Alexandre Lippmann i Robert Liottel zdobyli złoty medal w szpadzie drużynowej. W rywalizacji indywidualnej był siódmy, w rundzie finałowej wygrywając pięć z jedenastu pojedynków. Na rozgrywanych cztery lata później igrzyskach olimpijskich w Amsterdamie wspólnie z Bernardem Schmetzem, Armandem Massardem, Gastonem Amsonem, Émile'em Cornicem i René Barbierem zdobył drużynowo srebrny medal. Parę dni później zajął także drugie miejsce w turnieju indywidualnym. W barażach o cztery pierwsze miejsca wzięli udział Buchard, Gaudin, George Calnan i Léon Tom. Buchard wygrał dwa pojedynki i dwa przegrał, plasując się ostatecznie za Gaudinem a przed Calnanem. Kolejne dwa medale zdobył podczas igrzysk olimpijskich w Los Angeles w 1932 roku. Najpierw Francuzi w składzie: Fernand Jourdant, Bernard Schmetz, Georges Tainturier, Georges Buchard, Jean Piot i Philippe Cattiau zdobyli drużynowo złoty medal. Następnie w zawodach indywidualnych ponownie był drugi, w rundzie finałowej wygrywając osiem z jedenastu pojedynków i przegrywając tylko z Włochem Giancarlo Cornaggią-Medicim. Brał też udział w igrzyskach olimpijskich w Berlinie w 1936 roku, gdzie razem z Philippe'em Cattiau, Michelem Pécheux, Bernardem Schmetzem, Henrim Dulieux i Paulem Wormserem zdobył brązowy medal w turnieju drużynowym. Indywidualnie tym razem nie startował.
Podczas mistrzostw świata w Vichy w 1927 roku (oficjalnie imprezy tego cyklu rozgrywane są pod tą nazwą od 1937) wywalczył złoty medal w szpadzie indywidualnej, wyprzedzając Fernanda Jourdanta i Belga Xaviera De Beukelaera. Indywidualnie zwyciężał także na mistrzostwach świata w Wiedniu (1931) i mistrzostwach świata w Budapeszcie (1933). Ponadto zdobywał medale w zawodach drużynowych: złote na mistrzostwach świata w Warszawie (1934) i mistrzostwach świata w Lozannie (1935) oraz srebrny na mistrzostwach świata w Budapeszcie (1933).
Jego brat Gustave również był szermierzem.